# Štabni praporščak
Štabni praporščak je visoki podčastniški čin v Slovenski vojski, po Nato standardu uvrščen na raven OR9. Tipične dolžnosti v navedenem činu so glavni PČ na brigadni in operativni ravni, štabni podčastnik sektorja na strateški ravni in učitelj.
Štabni praporščak je najbolj izkušen podčastnik v poveljstvu, enoti in zavodu. S svojim osebnim zgledom višjega podčastnika ter z zglednim opravljanjem dela in nalog podčastniške podporne linije pozitivno vpliva na vojake in podčastnike v svoji enoti. Svetuje poveljniku ali štabnim častnikom na področju taktike in v zadevah, ki se nanašajo na podčastniški zbor. Svetuje poveljniku v določanju kolektivnih nalog enote in nalog za urjenje posameznikov. Spremlja in svetuje pri kadrovsko statusnih postopkih za podčastnike. Deluje kot predstavnik poveljnika in poveljstva pri nadziranju nalog enote, ki jih je določil poveljnik ali sam. Prav tako spremlja in svetuje pri kadrovsko statusnih postopkih za podčastnike. nadzira in strokovno usmerja delo podčastnikov v podrejenih enotah.
Slovenska vojska :